# Magyarlak

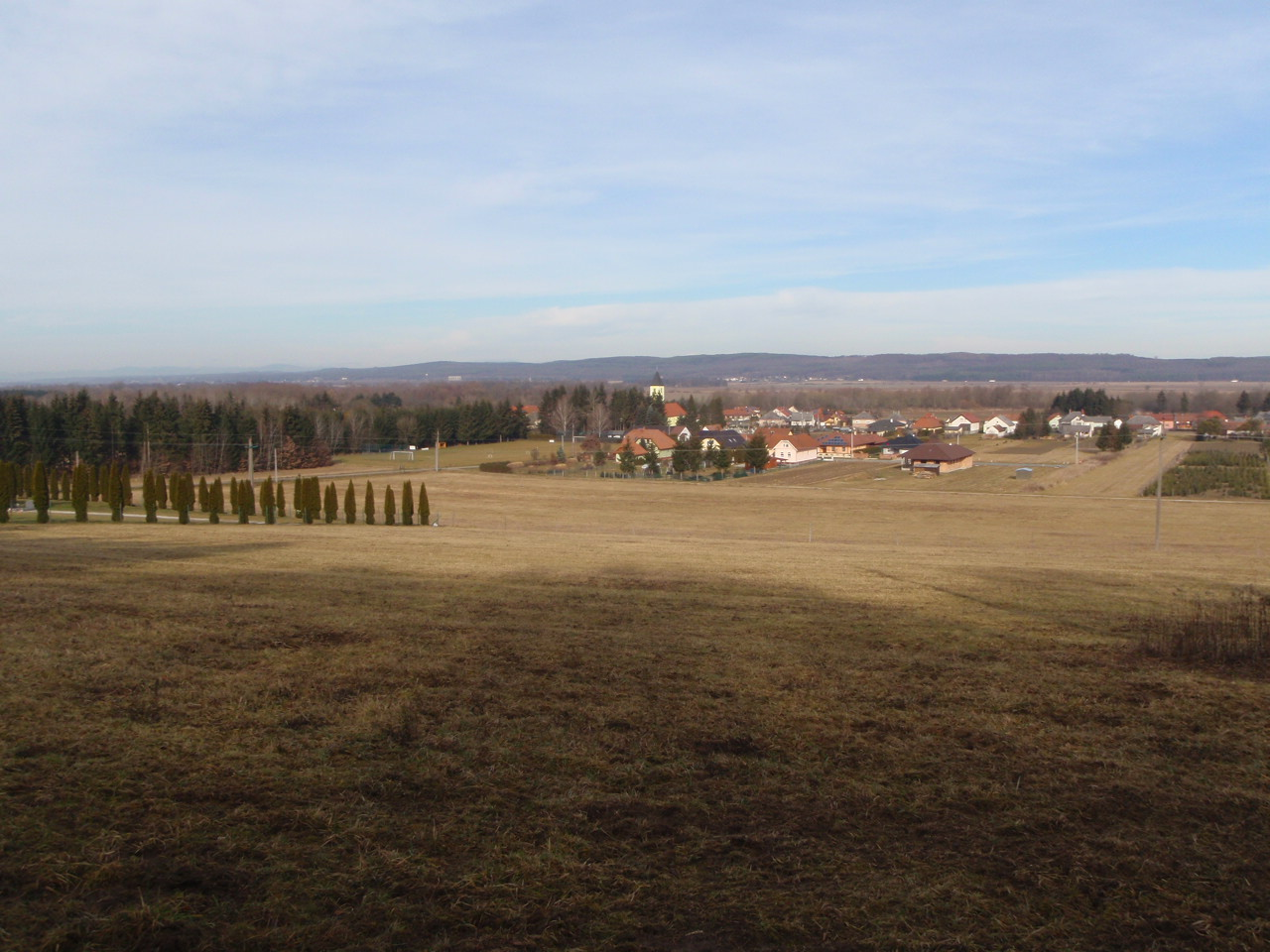
Magyarlak délről

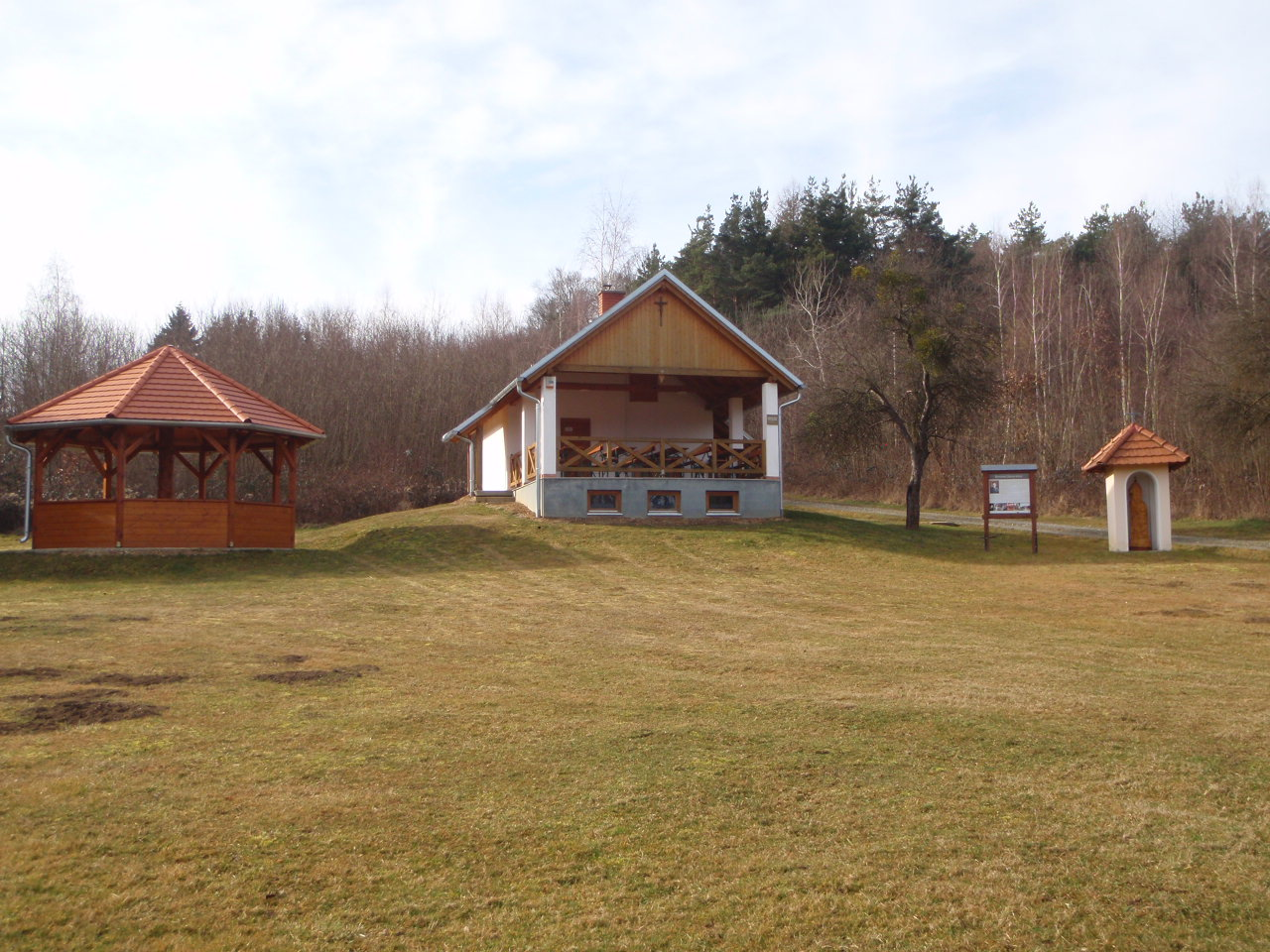
Szőlőhegy a Brenner János turistaházzal

Magyarlak (németül: Ungarisch-Minihof, szlovénül: Lak) község Vas vármegye Szentgotthárdi járásában.

## Fekvése
Szentgotthárdtól 5 kilométerre keletre, Körmendtől 23 kilométerre nyugatra, Szombathelytől 47 kilométerre délnyugatra fekszik a Szentgotthárdi járásban. Területén átfolyik a Rába folyó, lakott területén a Vasszentmihály-Felsőszölnök közti 7454-es út halad végig. A 8-as főút felől vasszentmihályi vagy rönöki letéréssel érhető el.
A település északi határában húzódik a Szombathely–Szentgotthárd-vasútvonal, de a legközelebbi vasútállomás Rönökön található, mintegy 7 kilométerre északra.

## Elnevezés
Magyarlak két szomszédos kisközség 1935-ös egyesítésével jött létre, Magyarlak és Háromház összevonásával. Magyarlak és Háromház eredete a középkorba nyúlik vissza.

### Háromház
Háromház nevével először 1528-ban találkozhatunk.

### Magyarlak
Magyarlakról az írott források első ízben 1354-ben tesznek említést "Lak" formában. A Magyarlak megnevezés már 1692 előfordul egy úriszéki per aktáiban, majd lassacskán kiszorítja a korábbi elnevezéseket.

## Története
Egészen 1848-ig, a jobbágyfelszabadításig a Szentgotthárdi ciszterci apátság birtoka volt. A Szentgotthárdi cisztercita apátság jobbágyfalvainak közös történelme 1183-ig vezethető vissza. Ebben az évben alapította III. Béla magyar király az apátságot, egyúttal neki adományozta a nyugati határszél addig jórészt királyi tulajdonban lévő darabját, melyet északon a Lapincs és a Rába, nyugaton az országhatár határolt. Az alapításkor a területet gyakorlatilag lakatlannak tekinthetjük. A cisztercita szerzetesek feladata volt a lakatlan erdőségek művelésbe fogása, a birtoknak az ország gazdaságába való bekapcsolása. A rend hamarosan lakosságot telepített a birtokra, majorokat, falvakat alapított, tervszerűen honosítva meg a különböző gazdasági ágakat.
A rend szabályzata előírta, hogy a mezőkön és az erdőkben dolgozó szerzetesek nem éjszakázhatnak a szabadban, hanem estére vagy a monostorba, vagy egy majorba kell visszatérniük, ahol a kötelező napi szertartásokon részt tudnak venni. A cisztercita birtokokon jórészt ebből a célból építettek már a kezdeti időkben is majorokat a szerzetesek. Magyarlak – nevéből következtethetően – a szerzetesek majorjából fejlődött faluvá az évszázadok során. Kezdetben csupán maguk a szerzetesek és az apátság szolgái lakták, de a 13-14. században lezajlott társadalmi átalakulások hatására lakossága szabad jobbággyá vált.
Háromház neve későbbi eredetre mutat. Feltehetőleg az 1300-as évek vége, 1400-as évek elején vált le valamelyik szomszédos település területéből.
1391-ben Szécsi Miklós nádor fiai nyerték el adományul az apátság feletti kegyuraságot Zsigmond magyar királytól, amelyet addig az alapítás jogán a király birtokolt. Ez az eladományozás azonban a birtok egészét tekintve a későbbiek folyamán meghatározó fontosságúvá vált. Habár az uradalom továbbra is egységes maradt, a látszólag egymást váltó birtokos főúri családok kezei között gyorsan veszített egyházi jellegéből, míg végül csupán egy lett a többi szomszédos világi uradalom között.
A török háborúk kezdetét Magyarlak és Háromház a Szécsiek uralma alatt élte meg. Akkori földesuruk, Szécsi Tamás elesett a mohácsi csatatéren. A törökök által vezetett néhány nagy hadjárat bizonyosan érintette a környéket (1532-es hadjárat), 1582-ben aztán a török adószedők is megérkeztek. 1605-ben a Dunán átkelt Bocskai-felkelők Némethy Gergely által vezetett seregében harcoló tatár segédcsapatok nyomán lett a földdel egyenlővé az egész Rába-völgy. Ekkor semmisült meg a szentgotthárdi román kori apátsági templom és kolostor is. E hadjárat következtében hódolt meg Lak a törökök előtt. 1649-ben így emlékeznek erről: “Lakiak hodultanak megh Boczkai hada után 3 esztendővel.” A törökök lassacskán, faluról falura haladva tolták egyre nyugatabbra és északabbra a meghódított terület határát, míg végül a Rába vonalánál állapodtak meg. A század közepére a folyótól délre eső falvak mind fizették az adót a török és a magyar földesúrnak is. Ez volt a kettős hódoltság területe.
Ha egy falu nem tett eleget a hódolásra való felszólításnak, vagy a hódoltságot elhagyta, azt a törökök nagyon súlyosan megtorolták. Egy ilyen megtorló akciónak – mely a Szentgotthárd környéki falvak zömét érintette – esett áldozatul 1622-ben Háromház. Így ír erről a vármegye tisztviselője: ” Háromháziak 1622-ben hódultak meg. A hódolás előtt a török 16 embert vitt el.”
Lak török földesura a meghódoláskor Omér aga, később, 1649 táján Akacz Isza odabasa volt. Utolsó török gazdája, a törökök kiverése előtt, 1682 körül Allij aga, a kanizsai lándzsások parancsnoka volt. Háromház Deák Hasszán agának hódolt meg. Később Katona Ibrahim volt a birtokos, míg az utolsó török földesúr a kanizsai alajbég volt.
Az igazi csapást azonban a törökök 1664. évi hadjárata jelentette a térség falvai számára. Pusztítását és következményeit tekintve messze felülmúlta az addigi megpróbáltatásokat. A vesztes szentgotthárdi csata után visszavonuló vert török sereg szinte teljesen elpusztította a Rábától délre fekvő valamennyi falut. Minden házat felégettek, a lakosság nagy része elpusztult, a többiek elmenekültek. Az uradalom és benne a jobbágyfalvak talpraállása csak 1675-ben kezdődött meg, midőn a birtok tulajdonosa Széchényi György esztergomi érsek lett. Az új földesúr adókedvezményekkel segítette elő a lakosság visszatérését.
A török kiűzését követő időszak sem hozott békét a térségben. A Rákóczi-szabadságharc évei alatt többször megfordultak a kuruc és labanc seregek. A legnagyobb pusztítást a Pálfy János vezette rácok hadjárata okozta. Erre a korra emlékezik a magyarlakiaknak az a hagyománya, amelyet Polák Ignác, a tudós kethelyi plébános tudósítása szerint: Magyarlak lakói a kuruc világban magukat megvédelmezték, és hogy az ellenséget tévútra vezessék, lovaikat visszáról, azaz fordítva patkolták meg.
Az egyház, s benne a cisztercita rend sohasem nyugodott bele birtokának elvesztésébe. Több évszázados diplomáciai és bírósági huzavona után 1738-ban a ciszterciták visszakapták az apátságot és egészen 1848-ig megtartották. A ciszterciták magasan szervezet gazdasági és közigazgatási irányítást honosítottak meg az uradalomban.
Az 1848-at megelőző időszakban a lakosság lélekszámát alapvetően meghatározta az úrbéres keretek közt művelt földterület eltartóképessége. Ez Magyarlak esetében mintegy 350-400, Háromház esetében mintegy 70-100 fő megélhetését tette lehetővé. A lakosság lélekszáma a 18-19. századi békeidőkben e számok körül mozgott. A családfőket felsoroló első összeírás 1570-ből származik.
Egészen a huszadik század elejéig mind Magyarlak, mind Háromház lakói szántóvetéssel foglalkozó földművesek voltak. A megtermelt felesleget a közeli s távolabbi városok piacain értékesítették. Ehhez természetesen szinte minden gazda rendelkezett fuvarozásra alkalmas igáslovakkal, fogatokkal. A paraszti gazdálkodáshoz szükséges eszközök zömét a faluban élő parasztiparosok állították elő. A szántóföldi növények termesztése mellett szőlőművelés is folyt. A községhez tartozó szőlőhegyen folyó szőlőművelésnek középkori gyökerei vannak. Már az 1570-es úrbéri összeírás megemlíti a falu szőlőhegyét.
Magyarlak 20. századi történelmét messzemenően befolyásolta a Szombathelyt-Gyanafalvával összekötő Nyugati Vasút 1872-ben történt megnyitását követő szentgotthárdi ipartelepítés. A Szentgotthárdon települt gyárak a múlt század vége óta egyre növekvő mértékben foglalkoztatták a környező települések, így Magyarlak lakosainak egy részét is. Ezzel is hozzájárultak a mezőgazdasági termelés által megszabott korlátok tágításához. Ennek ellenére a faluban keletkezett népességfelesleg egy része arra kényszerült, hogy a 19. század végén kivándoroljon Amerikába.
Magyarlak és Háromház lakói a történelem folyamán mindvégig megőrizték római katolikus hitüket. Mindkét falu – alapításuktól fogva – a kethelyi plébánia alá tartozott. Önálló templom 1962-ben épült a községben, amely azóta is a rábakethelyi plébánia fíliájaként működik.
Az iskola 1872-ben épült fel, amely 1907-ben lett állami iskola. Az 1950–es években a felső tagozatot a csörötneki állami iskola vette át, Magyarlakon csak az alsó tagozatosok maradtak. A két iskolát összevonva 1992-ben alakult meg a Csörötnekkel közösen fenntartott Csörötnek és Magyarlak Általános Iskolája, amelyhez fenntartóként 2003-ban Kondorfa is csatlakozott.
A szovjet csapatok 1945. március 30-án, nagypénteken érték el Magyarlakot, jelentősebb károkat nem okozva. A termelőszövetkezet 1959-ben alakult meg.
1950-ben alakult meg a községi tanács, amelyet 1966-ban összevontak Csörötnekkel. A két község egészen a rendszerváltásig közös tanácsot tartott fenn. A rendszerváltást követő szabad választások során ismét önállósult, elszakadt Csörötnektől és önálló jegyzőséget alakított. 2001-ben aztán közös körjegyzőség jött létre Csörötnek részvételével, amelyhez 2004-ben Kondorfa is csatlakozott.

## Közélete

### Polgármesterei
- 1990–1994: Hegyi István (SZDSZ)[4]
- 1994–1998: Hegyi István (független)[5]
- 1998–2002: Hegyi István (független)[6]
- 1998–2002: Dencsecs Ferenc (független)[7][8]
- 2002–2006: Dancsecs Ferenc (független)[9]
- 2006–2010: Monek Gyula (független)[10]
- 2010–2014: Monek Gyula (független)[11]
- 2014–2019: Monek Gyula (független)[12]
- 2019–2024: Monek Dávid (független)[13]
- 2024– : Monek Dávid (független)[1]

A településen 2000. április 16-án időközi polgármester-választást (és képviselő-testületi választást) tartottak, az előző képviselő-testület önfeloszlatása miatt.

## Népesség
A település népességének változása:
| Lakosok száma | 790  | 797  | 776  | 815  | 765  | 761  | 744  |
|               | 2013 | 2014 | 2015 | 2021 | 2022 | 2023 | 2024 |

A 2011-es népszámlálás során a lakosok 86,6%-a magyarnak, 2%-a szlovénnek, 1,9%-a németnek, 0,3%-a románnak, 4,9%-a cigánynak mondta magát (13,2% nem nyilatkozott; a kettős identitások miatt a végösszeg nagyobb lehet 100%-nál). A vallási megoszlás a következő volt: római katolikus 79,3%, református 0,9%, evangélikus 0,5%, felekezet nélküli 0,8% (18,5% nem nyilatkozott).
2022-ben a lakosság 91,9%-a vallotta magát magyarnak, 2,5% szlovénnek, 1,8% németnek, 1,4% cigánynak, 0,3% ukránnak, 0,1-0,1% horvátnak és szerbnek, 1% egyéb, nem hazai nemzetiségűnek (7,7% nem nyilatkozott; a kettős identitások miatt a végösszeg nagyobb lehet 100%-nál). Vallásuk szerint 65,2% volt római katolikus, 1,6% református, 0,7% evangélikus, 0,1% görög katolikus, 0,7% egyéb keresztény, 0,5% egyéb katolikus, 2,7% felekezeten kívüli (28,5% nem válaszolt).

## Nevezetességei
- Rába folyó, a falutól északra. A község nyugati végén a Holt-Rába mellett kalandpark és kikötő került kialakításra. Megközelíthető a Kossuth Lajos utca 41. házszám melletti gyalogútról.
- Szent Kereszt felmagasztalása templom. A templomtól keletre van a község régi temetője.
- A Mindszenti József bíboros és Brenner János keresztút vezet az új temetőtől a Szőlőhegyre. Itt halad a Mária út és a Gyümölcs út is. Az útvonalak első állomása a Szőlőhegy, ahol a szőlőtermesztés a ciszterciek tevékenységére vezethető vissza. Már 1570-ben említik Lak határában a szőlőhegyet, amely után birtokosai hegyvámot és must-tizedet fizettek a földesúrnak. Az Öreghegytől kissé délre helyezkedett el az Új Szőlő Hegy, amelyen valószínűleg csak az 1700-as években kezdődött el a szőlő telepítése. 1813-ban már a Kámán Szőlőhegyről és a Kövecses Szőlőhegyről is olvashatunk. A szőlősgazdák közössége alkotta a hegyközséget, amely a feudális korban akár önkormányzattal is rendelkezhetett. Magyarlakon a hegyközségnek egy szerényebb változata létezett, amely csupán a földesúr által felügyelt adminisztratív szervezet volt. Élén a hegymester állt. A szőlőhöz tartozott a pince, amely már a legkorábbi időkben is ott állt a parcella végében, az úthoz közel eső oldalon.

A filoxéra a 19-20. század fordulójára az utolsó tőkét is kipusztította a magyarlaki szőlőhegyen is. A szőlő hiánya ellenére a hegy a következő évtizedekben is tovább üzemelt, hiszen a pincék álltak és a gyümölcsfák is hozták továbbra is a terméseiket. Az 1920-as évektől megkezdődött a szőlő újratelepítése. Jelenleg gyakorlatilag csak a Régi Szőlőhegy (Öreghegy) területén vannak szőlőparcellák, csupán egynéhány kapaszkodik a Kámán Szőlőhegy (ma Kányahegy) és a Kövecses Szőlőhegy lankáin.
Második állomása a Szent Kútforrás: A középkor óta ismert forrásnak csodatévő erőt tulajdonítottak. Gyógyító hatásúnak tartott vize évszázadokon keresztül csillapította a szőlőhegyen, a körülötte fekvő irtásföldeken dolgozók és a falu állatait legeltető pásztorok szomját. Mellette állta "Csorda kapu", amelyen keresztül hajtották ki az állatokat az erdei legelőkre. Ezt követő állomásai a Sáfár hegy, a Kuti réti forrás és végül a Csörötneki Szőlőhegy.
- A közelmúltban Brenner Jánosról elnevezett turista pihenőház létesült.

## Galéria

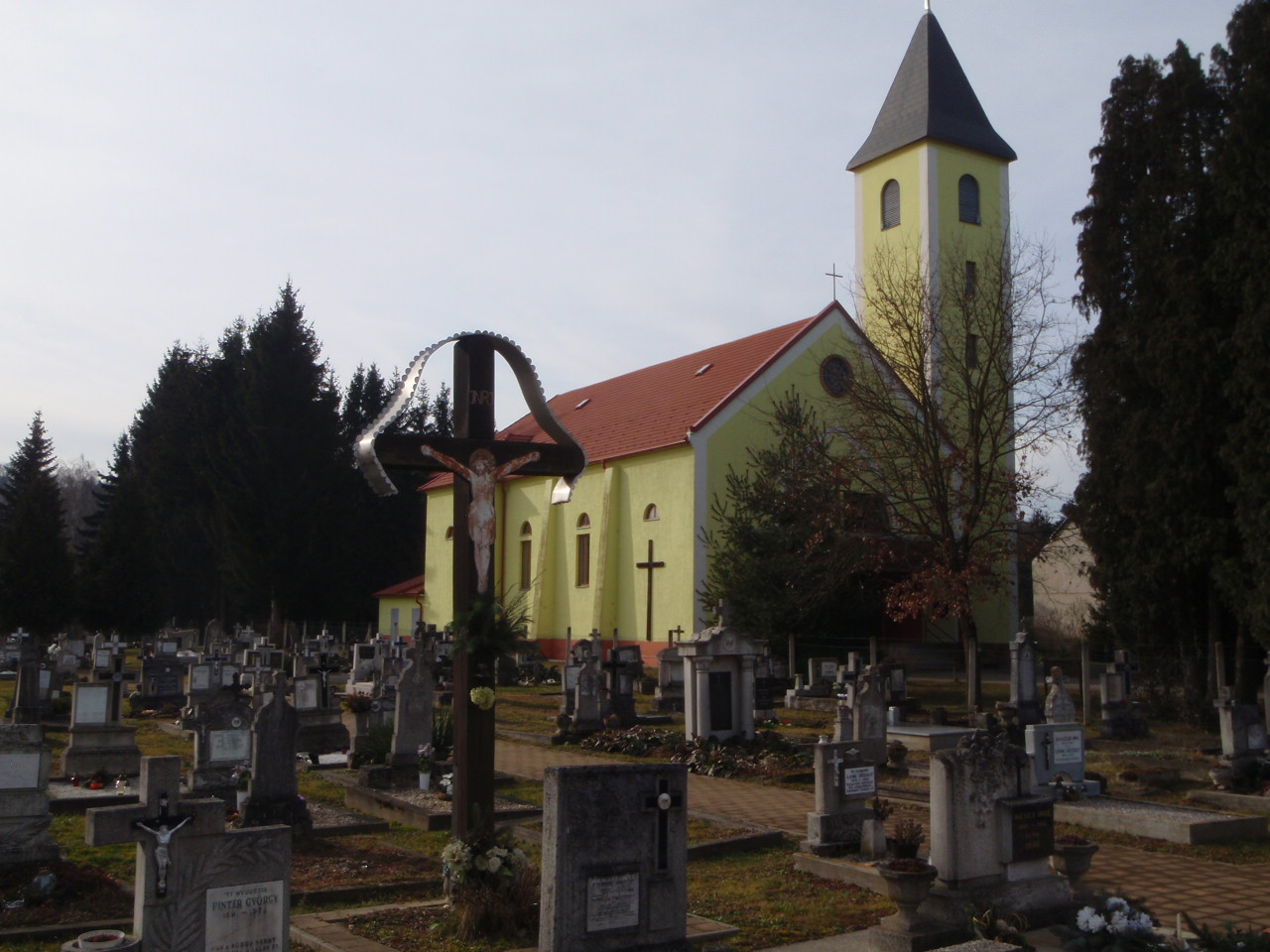
Régi temető a templommal
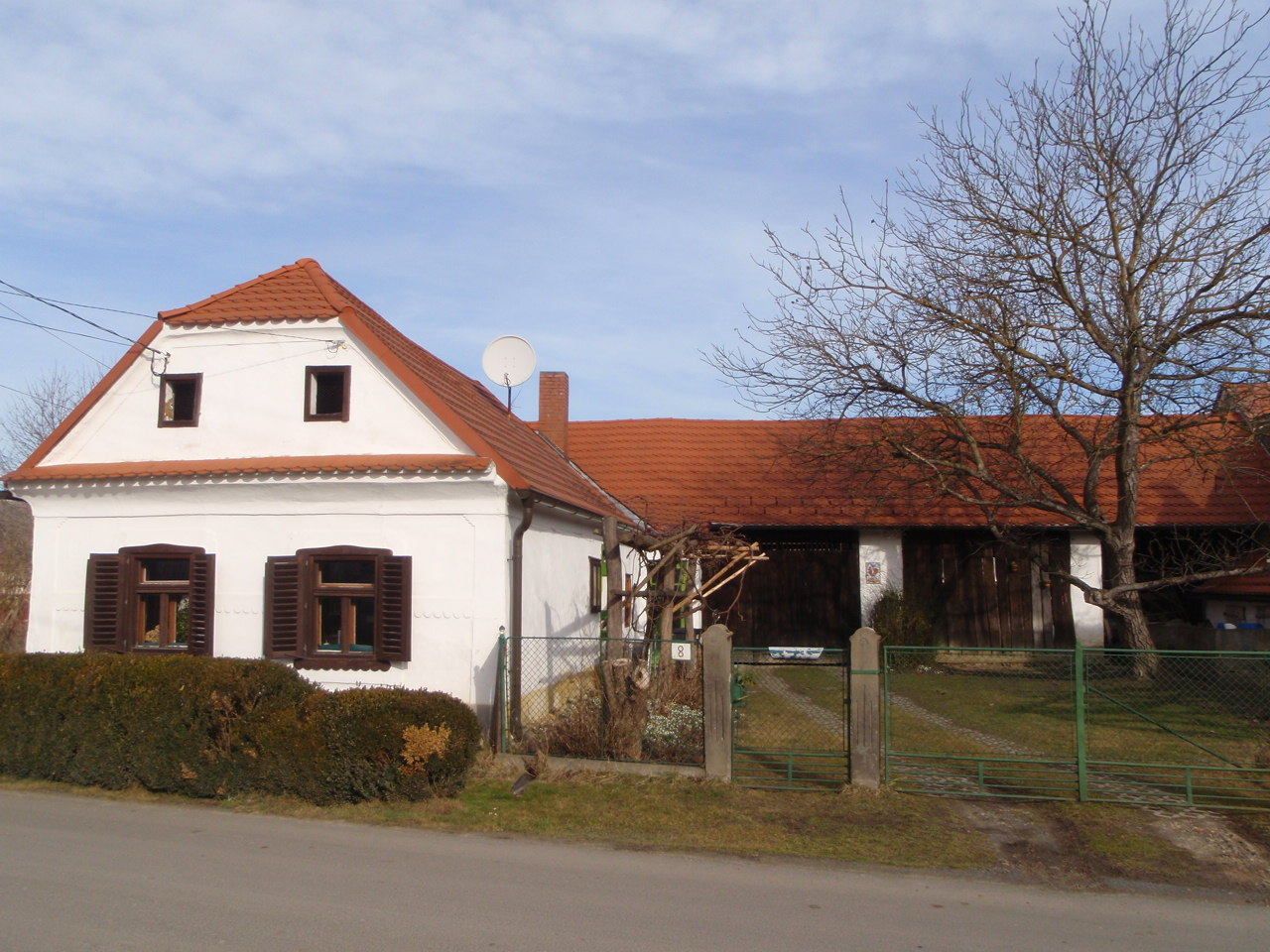
Kerített ház Arany János utcában
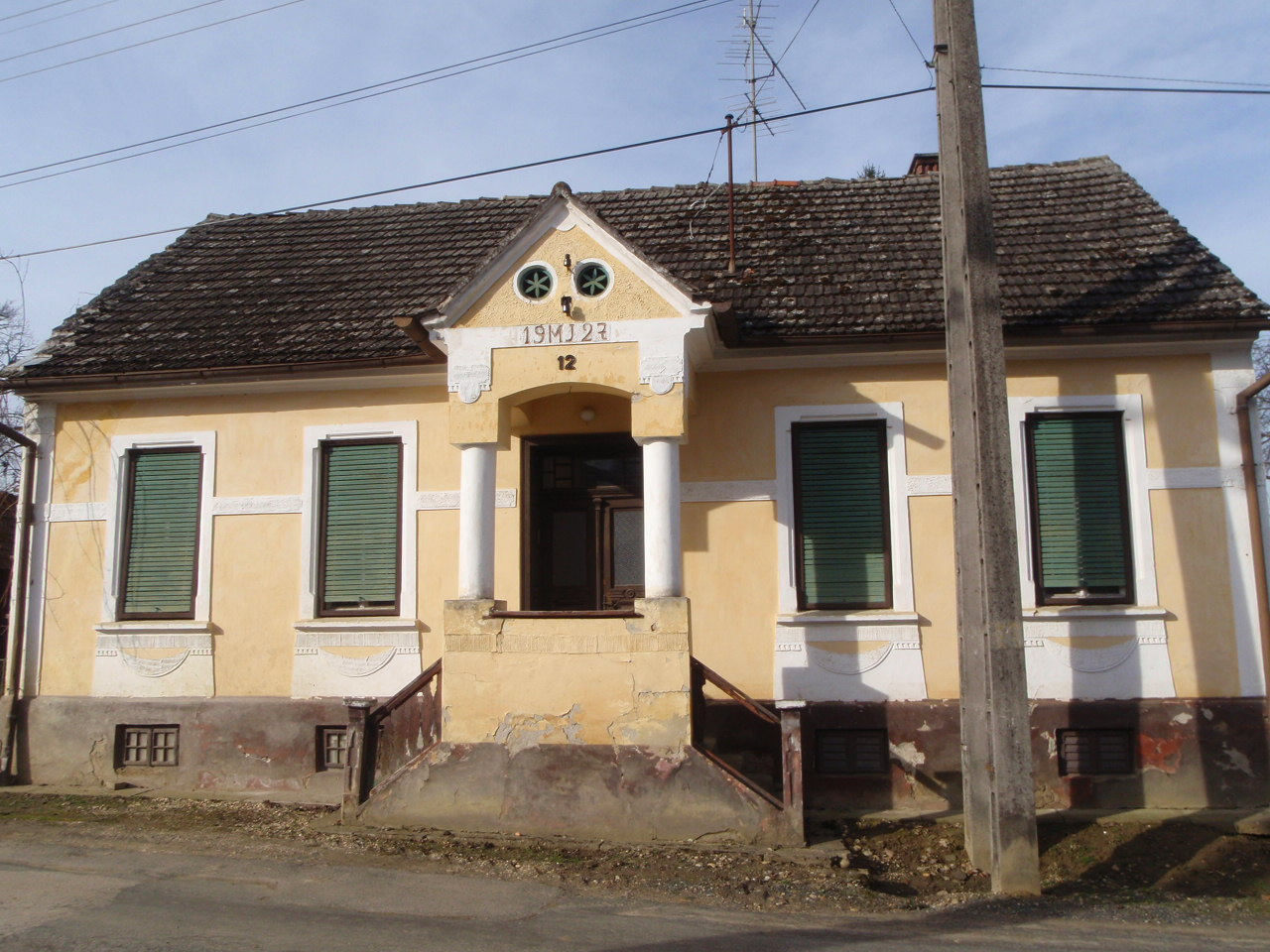
Hunyadi utcai kódisállású ház
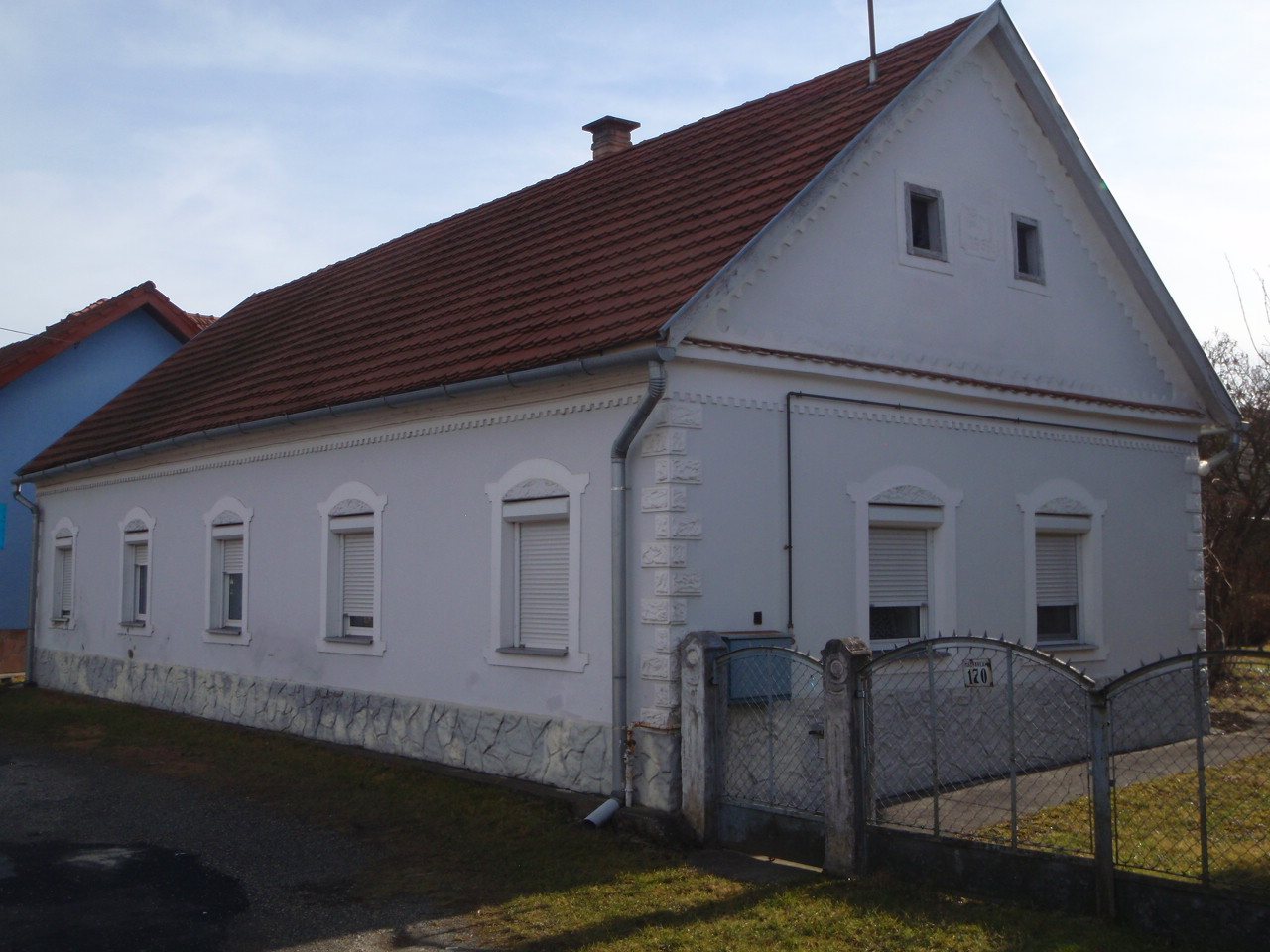
Magyarlak egykori kocsma 1753-ból
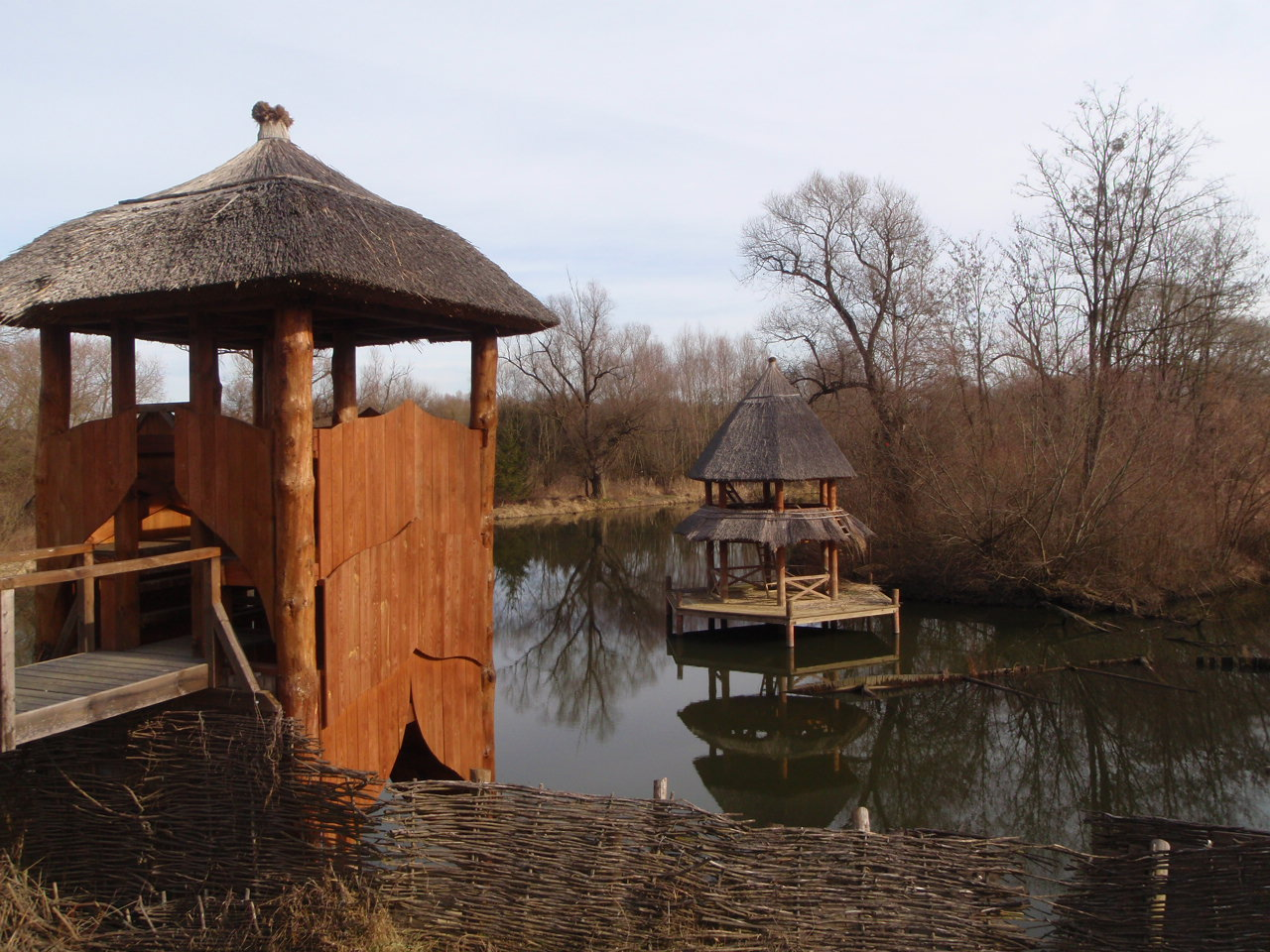
Holt Rába
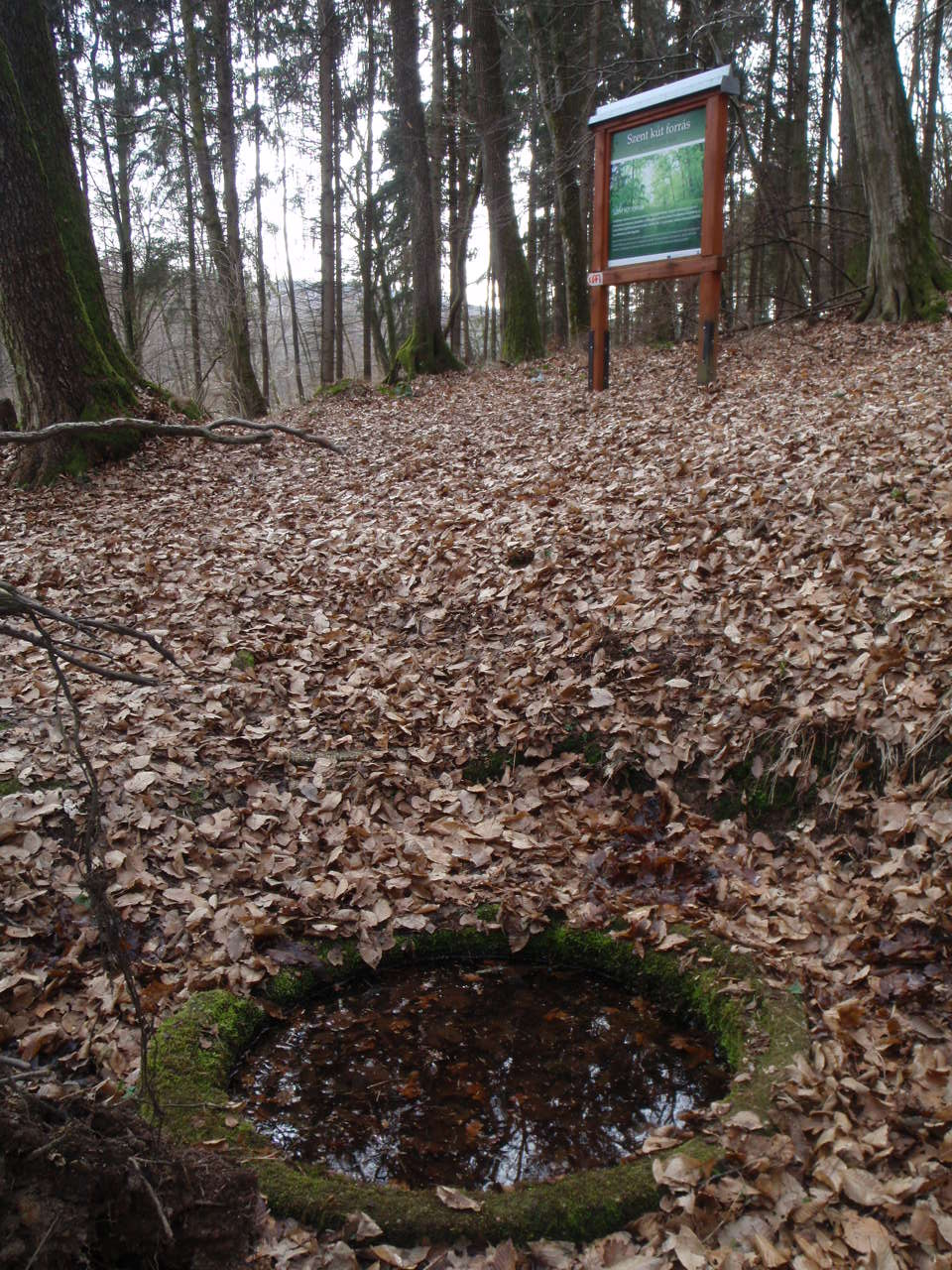
Szentkút